# NGC 4414
NGC 4414 是后髮座的一個螺旋星系，距離地球6200萬光年。超新星SN 1974G是目前在NGC 4414內第一顆被發現的超新星。
1995年，哈伯太空望遠鏡拍攝了NGC 4414星系的影像，是確定星系距離的主要任務之一。1999年，哈伯太空望遠鏡執行哈伯遺產計畫的一部分，再次拍攝了該星系的影像，協助天文學家研究造父變星。由於年輕恆星的不斷形成，NGC 4414外臂呈現藍色，並包含一個可能的亮藍變星，其絕對星等為−10等。

## 超新星
2013年6月7日， Ciabattari, Mazzoni, Donati, Petroni在NGC4414发现一颗Ⅱ型超新星SN2013df。

## 外部連結
- The Hubble Space Telescope Key Project on the Extragalactic Distance Scale. XI. The Cepheids in NGC 4414，Astrophysical Journal，Vol. 505, Iss. 1, pp. 207-229
- Hubble Heritage Project NGC 4414
- Astronomy Picture of the Day April 3 2002（页面存档备份，存于）
- ESA/Hubble image of NGC 4414